# Gauntlet: The Third Encounter
Gauntlet: The Third Encounter est un jeu vidéo d’action développé et édité par Atari sur Lynx en 1990.

## Trame

### Personnages
Le logo fétiche d'Android, le petit robot vert, serait en fait un personnage de ce jeu (dont le nom dans le jeu est d’ailleurs "android").
Ce personnage est sous licence « creative commons by (3.0) » et peut donc être utilisé librement. Il a été renommé Bugdroid par Google.